# 下蚶
下蚶，是臺灣屏東縣萬丹鄉的一個傳統地域名稱，位於該鄉西部。相較於今日行政區，其範圍大致包括加興村、上村村、厦北村不含西部、厦南村不含西部、田厝村西北大半部、崙頂村不含西部。

## 歷史
台灣日治初期，下蚶地區為一街庄，稱為「下蚶庄」，隸屬於港西下里。昔日該庄北與社皮庄為鄰，東與濫庄、萬丹庄、保長厝庄為鄰，南邊為後庄仔庄，西邊隔淡水溪（今高屏溪）與赤崁庄、大藔庄為界。
1901年（日治明治三十四年）11月，全台設置二十廳，該庄隸屬於阿猴廳。1903年（明治三十六年）12月，阿猴廳改名為阿緱廳。1904年（明治三十七年）4月，該庄編入「萬丹區」，隸屬於阿緱廳。1909年（明治四十二年）10月，合併二十廳為十二廳，萬丹區仍隸屬於阿緱廳。1920年（大正九年），廢十二廳改設五州二廳，該庄改制為「下蚶」大字，隸屬於高雄州東港郡萬丹庄。
戰後萬丹庄改制為萬丹鄉，隸屬於高雄縣，大字亦改制為村。1946年（民國35年）4月，原屬高雄縣之萬丹鄉、長興鄉（含今麟洛鄉）、九塊鄉劃入省轄屏東市，改稱萬丹區、長治區、九如區，村亦改制為里。1950年（民國39年）10月，高、屏分治，屏東市改制為縣轄市，隸屬於屏東縣，萬丹區、長治區、九如區改制為萬丹鄉、長治鄉、九如鄉，亦隸屬於屏東縣，里再改制為村。

## 聚落
本地區發展較早的聚落有下蚶、上蚶、客厝、田厝、崙仔等，在日治期初期的官方地圖上已有記載。此外，本地區尚有加禮濫聚落，崙仔聚落又再細分為崙仔頂、中莊、崙頂尾三個聚落。

## 交通
省道台88線是「東西向快速公路－高雄潮州線」，經過本地區中南部及東南部。最近的交流道在西側是高雄市大寮區大發工業區和發路－華中路交會處的大發交流道，在東側是省道台27線交會處的萬丹交流道。由此等可快速前往台88線沿線各地，或銜接國道1號、國道3號。
市道188號是五甲至竹田的道路，除起點一小段外，其餘皆為省道台88線（東西向快速公路－高雄潮州線）的兩側平面車道。由該道路西行可前往高雄市大寮區、鳳山區南部，並止於市道183號路口；東行可前往竹田鄉，並止於縣道189號路口。
鄉道屏45線是頂宅至下廍的道路。
鄉道屏50線是崙頂尾至下林仔的道路。
鄉道屏52線是崙仔頂至萬丹的道路。
鄉道屏52-1線是田厝至灣仔內的道路。
鄉道屏53線是社皮至水泉的道路。

## 學校
- 興華國小